# Four Nations Chess League 2016/17
Die Four Nations Chess League 2016/17 ist die 24. Spielzeit der Four Nations Chess League (4NCL).
Der Titelverteidiger Guildford A&DC setzte sich erneut ohne Punktverlust durch. Im Vorjahr waren die Celtic Tigers, die Anglian Avengers, North East England und Kings Head aufgestiegen; alle vier Aufsteiger mussten direkt wieder absteigen.
Zu den gemeldeten Mannschaftskadern siehe Mannschaftskader der Four Nations Chess League 2016/17.

## Spieltermine
Die Wettkämpfe fanden statt am 19. und 20. November 2016, 14. und 15. Januar 2017, 11. und 12. Februar 2017, 4. und 5. März 2017 sowie vom 29. April bis 1. Mai 2017. Die ersten beiden Runden wurden in Mortimer ausgerichtet, die Runden 3 bis 6 in Northampton und die letzten fünf Runden in Telford.

## Vorrunde

### Gruppeneinteilung
Die 16 Mannschaften wurden wie folgt in die zwei Vorrunden eingeteilt:
| Pool A                    | Pool B                             |
| ------------------------- | ---------------------------------- |
| Cheddleton (2)            | Guildford A&DC I (1)               |
| Barbican Chess Club I (3) | Wood Green Hilsmark Kingfisher (4) |
| Guildford A&DC II (6)     | White Rose Chess (5)               |
| Blackthorne Russia (7)    | Barbican Chess Club II (8)         |
| 3Cs (9)                   | Oxford (10)                        |
| South Wales Dragons (12)  | Grantham Sharks (11)               |
| Celtic Tigers (A1)        | Anglian Avengers (A2)              |
| Kings Head (A5)           | North East England (A4)            |

Anmerkung: In Klammern ist die Vorjahresplatzierung angegeben, ist dieser ein „A“ vorangestellt, so handelt es sich um die Vorjahresplatzierung eines Aufsteigers in der Division 2. Den dritten Platz in der Division 2 belegte die nicht aufstiegsberechtigte Jugendmannschaft des Barbican Chess Club.

### Pool A
Während die ersten drei und die letzten Plätze bereits nach sechs Runden vergeben waren, fiel die Entscheidung über den letzten Startplatz im Championship Pool erst in der Schlussrunde.

#### Tabelle
| Pl. | Verein                            | Sp | G | U | V | MP   | Brett-P.  |
| --- | --------------------------------- | -- | - | - | - | ---- | --------- |
| 01. | Cheddleton and Leek Chess Club    | 7  | 7 | 0 | 0 | 14:0 | 46,5:9,5  |
| 02. | 3Cs                               | 7  | 5 | 0 | 2 | 10:4 | 36,5:19,5 |
| 03. | Guildford A&DC II. Mannschaft     | 7  | 5 | 0 | 2 | 10:4 | 35,5:20,5 |
| 04. | Barbican Chess Club I. Mannschaft | 7  | 4 | 0 | 3 | 8:6  | 33,5:22,5 |
| 05. | Blackthorne Russia                | 7  | 4 | 0 | 3 | 8:6  | 26,0:30,0 |
| 06. | Celtic Tigers (N)                 | 7  | 1 | 0 | 6 | 2:12 | 16,0:40,0 |
| 07. | South Wales Dragons               | 7  | 1 | 0 | 6 | 2:12 | 15,5:40,5 |
| 08. | Kings Head (N)                    | 7  | 1 | 0 | 6 | 2:12 | 11,5:44,5 |

#### Entscheidungen
|     | Teilnehmer am Championship Pool: Cheddleton and Leek Chess Club, 3Cs, Guildford A&DC II. Mannschaft, Barbican Chess Club I. Mannschaft |
|     | Teilnehmer am Demotion Pool: Blackthorne Russia, Celtic Tigers, South Wales Dragons, Kings Head                                        |
| (N) | Aufsteiger der letzten Saison |

#### Kreuztabelle
| Ergebnisse | Ergebnisse                        | 01. | 02. | 03. | 04. | 05. | 06. | 07. | 08. |
| ---------- | --------------------------------- | --- | --- | --- | --- | --- | --- | --- | --- |
| 01.        | Cheddleton and Leek Chess Club    |     | 5½  | 6   | 5   | 7   | 7½  | 8   | 7½  |
| 02.        | 3Cs                               | 2½  |     | 5½  | 4½  | 3½  | 6½  | 6   | 8   |
| 03.        | Guildford A&DC II. Mannschaft     | 2   | 2½  |     | 4½  | 5½  | 5½  | 7½  | 8   |
| 04.        | Barbican Chess Club I. Mannschaft | 3   | 3½  | 3½  |     | 5   | 6½  | 6½  | 5½  |
| 05.        | Blackthorne Russia                | 1   | 4½  | 2½  | 3   |     | 5   | 4½  | 5½  |
| 06.        | Celtic Tigers                     | ½   | 1½  | 2½  | 1½  | 3   |     | 4½  | 2½  |
| 07.        | South Wales Dragons               | -½  | 1½  | ½   | 1½  | 3½  | 3½  |     | 5½  |
| 08.        | Kings Head                        | ½   | −1  | 0   | 2½  | 2½  | 5½  | 1½  |     |

Anmerkung: Wegen einer kampflosen Niederlage wurde Kings Head in den Wettkämpfen gegen 3Cs und die South Wales Dragons je ein Brettpunkt abgezogen. Aus dem gleichen Grund wurde den South Wales Dragons in den Wettkämpfen gegen Cheddleton und 3Cs je ein halber Brettpunkt abgezogen.

### Pool B
Bereits vor der letzten Runde waren alle Entscheidungen gefallen.

#### Tabelle
| Pl. | Verein                             | Sp | G | U | V | MP   | Brett-P.  |
| --- | ---------------------------------- | -- | - | - | - | ---- | --------- |
| 01. | Guildford A&DC I. Mannschaft (M)   | 7  | 7 | 0 | 0 | 14:0 | 47,5:8,5  |
| 02. | White Rose Chess                   | 7  | 5 | 1 | 1 | 11:3 | 39,0:17,0 |
| 03. | Wood Green Hilsmark Kingfisher     | 7  | 5 | 0 | 2 | 10:4 | 33,5:22,5 |
| 04. | Grantham Sharks                    | 7  | 4 | 1 | 2 | 9:5  | 27,5:28,5 |
| 05. | Barbican Chess Club II. Mannschaft | 7  | 3 | 0 | 4 | 6:8  | 23,5:32,5 |
| 06. | Oxford                             | 7  | 2 | 0 | 5 | 4:10 | 22,0:34,0 |
| 07. | North East England (N)             | 7  | 1 | 0 | 6 | 2:12 | 16,0:40,0 |
| 08. | Anglian Avengers (N)               | 7  | 0 | 0 | 7 | 0:14 | 15,0:41,0 |

#### Entscheidungen
|     | Teilnehmer am Championship Pool: Guildford A&DC I. Mannschaft, White Rose Chess, Wood Green Hilsmark Kingfisher, Grantham Sharks |
|     | Teilnehmer am Demotion Pool: Barbican Chess Club II. Mannschaft, Oxford, North East England, Anglian Avengers                    |
| (M) | Meister der letzten Saison |
| (N) | Aufsteiger der letzten Saison |

#### Kreuztabelle
| Ergebnisse | Ergebnisse                         | 01. | 02. | 03. | 04. | 05. | 06. | 07. | 07. |
| ---------- | ---------------------------------- | --- | --- | --- | --- | --- | --- | --- | --- |
| 01.        | Guildford A&DC I. Mannschaft       |     | 5   | 7   | 7½  | 7½  | 7   | 7½  | 6   |
| 02.        | White Rose Chess                   | 3   |     | 5   | 4   | 7½  | 7   | 7   | 5½  |
| 03.        | Wood Green Hilsmark Kingfisher     | 1   | 3   |     | 5   | 6   | 5½  | 6   | 7   |
| 04.        | Grantham Sharks                    | ½   | 4   | 3   |     | 5   | 4½  | 5½  | 5   |
| 05.        | Barbican Chess Club II. Mannschaft | ½   | ½   | 2   | 3   |     | 6   | 6   | 5½  |
| 06.        | Oxford                             | 1   | 1   | 2½  | 3½  | 2   |     | 5½  | 6½  |
| 07.        | North East England                 | ½   | 1   | 2   | 2½  | 2   | 2½  |     | 5½  |
| 08.        | Anglian Avengers                   | 2   | 2½  | 1   | 3   | 2½  | 1½  | 2½  |     |

## Endrunde

### Championship Pool
Neben dem Titelverteidiger Guildford A&DC war auch der Cheddleton and Leek Chess Club mit 8:0 Punkten gestartet, allerdings setzte sich am Ende Guildford klar ab.

#### Tabelle
| Pl. | Verein                            | Sp | G | U | V | MP   | Brett-P.  |
| --- | --------------------------------- | -- | - | - | - | ---- | --------- |
| 01. | Guildford A&DC I. Mannschaft (M)  | 7  | 7 | 0 | 0 | 14:0 | 45,0:11,0 |
| 02. | Cheddleton and Leek Chess Club    | 7  | 4 | 1 | 2 | 9:5  | 30,5:25,5 |
| 03. | Guildford A&DC II. Mannschaft     | 7  | 4 | 0 | 3 | 8:6  | 26,0:30,0 |
| 04. | 3Cs                               | 7  | 4 | 0 | 3 | 8:6  | 25,5:30,5 |
| 05. | White Rose Chess                  | 7  | 2 | 3 | 2 | 7:7  | 29,0:27,0 |
| 06. | Barbican Chess Club I. Mannschaft | 7  | 2 | 1 | 4 | 5:9  | 26,5:29,5 |
| 07. | Wood Green Hilsmark Kingfisher    | 7  | 2 | 0 | 5 | 4:10 | 24,0:32,0 |
| 08. | Grantham Sharks                   | 7  | 0 | 1 | 6 | 1:13 | 17,5:38,5 |

#### Entscheidungen
|     | Britischer Meister: Guildford A&DC I. Mannschaft |
| (M) | Meister der letzten Saison                       |

#### Kreuztabelle
| Ergebnisse | Ergebnisse                        | 01. | 02.  | 03.  | 04.  | 05. | 06.  | 07. | 08.  |
| ---------- | --------------------------------- | --- | ---- | ---- | ---- | --- | ---- | --- | ---- |
| 01.        | Guildford A&DC I. Mannschaft      |     | 6½   | 6½   | 8    | (5) | 4½   | (7) | (7½) |
| 02.        | Cheddleton and Leek Chess Club    | 1½  |      | (6)  | (5½) | 4   | (5)  | 3   | 5½   |
| 03.        | Guildford A&DC II. Mannschaft     | 1½  | (2)  |      | (2½) | 5   | (4½) | 5   | 5½   |
| 04.        | 3Cs                               | 0   | (2½) | (5½) |      | 2   | (4½) | 4½  | 6½   |
| 05.        | White Rose Chess                  | (3) | 4    | 3    | 6    |     | 4    | (5) | (4)  |
| 06.        | Barbican Chess Club I. Mannschaft | 3½  | (3)  | (3½) | (3½) | 4   |      | 4½  | 4½   |
| 07.        | Wood Green Hilsmark Kingfisher    | (1) | 5    | 3    | 3½   | (3) | 3½   |     | (5)  |
| 08.        | Grantham Sharks                   | (½) | 2½   | 2½   | 1½   | (4) | 3½   | (3) |      |

Anmerkungen:
- Eingeklammerte Ergebnisse sind aus der Vorrunde übernommen.

### Demotion Pool
Vor der letzten Runde standen mit den Anglian Avengers, Kings Head und den Celtic Tigers bereits drei Absteiger fest, während die Entscheidung über den vierten Absteiger im direkten Vergleich zwischen den South West Dragons und North East England fiel.

#### Tabelle
| Pl. | Verein                             | Sp | G | U | V | MP   | Brett-P.  |
| --- | ---------------------------------- | -- | - | - | - | ---- | --------- |
| 09. | Blackthorne Russia                 | 7  | 6 | 0 | 1 | 12:2 | 33,0:23,0 |
| 10. | Barbican Chess Club II. Mannschaft | 7  | 5 | 0 | 2 | 10:4 | 34,0:22,0 |
| 11. | Oxford                             | 7  | 4 | 0 | 3 | 8:6  | 31,5:24,5 |
| 12. | South Wales Dragons                | 7  | 3 | 1 | 3 | 7:7  | 29,0:27,0 |
| 13. | North East England (N)             | 7  | 3 | 0 | 4 | 6:8  | 25,5:30,5 |
| 14. | Anglian Avengers (N)               | 7  | 2 | 1 | 4 | 5:9  | 26,0:30,0 |
| 15. | Kings Head (N)                     | 7  | 2 | 0 | 5 | 4:10 | 23,0:33,0 |
| 16. | Celtic Tigers (N)                  | 7  | 2 | 0 | 5 | 4:10 | 20,0:36,0 |

#### Entscheidungen
|     | Absteiger in die Division 2: North East England, Anglian Avengers, Kings Head, Celtic Tigers |
| (N) | Aufsteiger der letzten Saison                                                                |

#### Kreuztabelle
| Ergebnisse | Ergebnisse                         | 09.  | 10.  | 11.  | 12.  | 13.  | 14.  | 15.  | 16.  |
| ---------- | ---------------------------------- | ---- | ---- | ---- | ---- | ---- | ---- | ---- | ---- |
| 09.        | Blackthorne Russia                 |      | 4½   | 6    | (4½) | 3    | 4½   | (5½) | (5)  |
| 10.        | Barbican Chess Club II. Mannschaft | 3½   |      | (6)  | 2    | (6)  | (5½) | 5½   | 5½   |
| 11.        | Oxford                             | 2    | (2)  |      | 6    | (5½) | (6½) | 3    | 6½   |
| 12.        | South Wales Dragons                | (3½) | 5    | 2    |      | 5½   | 4    | (5)  | (3½) |
| 13.        | North East England                 | 5    | (2)  | (2½) | 2½   |      | (5½) | 4½   | 3½   |
| 14.        | Anglian Avengers                   | 3½   | (2½) | (1½) | 4    | (2½) |      | 5½   | 6½   |
| 15.        | Kings Head                         | (2½) | 2½   | 5    | (1½) | 3½   | 2½   |      | (5½) |
| 16.        | Celtic Tigers                      | (3)  | 2½   | 1½   | (4½) | 4½   | 1½   | (2½) |      |

Anmerkungen:
- Eingeklammerte Ergebnisse sind aus der Vorrunde übernommen.
- Wegen einer kampflosen Niederlage wurde Barbicans zweiter Mannschaft im Wettkampf gegen die South Wales Dragons ein Brettpunkt abgezogen.

## Die Meistermannschaft
| 1.            | Guildford A&DC |
| Schachfiguren | Matthew Sadler, David Antón Guijarro, Gawain Jones, Laurent Fressinet, Robin van Kampen, Romain Édouard, Nicholas Pert, Yang-Fan Zhou, Jean-Pierre Le Roux, Mark Hebden, Daniel Howard Fernandez, Glenn Flear, Alberto Suárez Real, Sophie Milliet, Dagnė Čiukšytė. |